# Arhimedska krožnica
Arhimedska krožnica je krožnica, ki se jo lahko skonstruira v arbelosu in ima enak polmer kot vsaka izmed krožnic Arhimedovega dvojčka.
Arhimedska krožnica je bila prvič skonstruirana v knjigi starogrškega matematika, fizika, mehanika, izumitelja, inženirja in astronoma Arhimeda (287 pr. n. št. - 212 pr. n. št.) v Knjigi lem.

## Drugi odkritelji arhimedskih krožnic

### Leon Bankoff
Ameriški matematik in zobozdravnik Leon Bankoff (1908 - 1997) je skonstruiral Bankoffovo krožnico in Bankoffov kvadruplet.

### Thomas Schoch
V letu 1978 je Thomas Schoch našel še dvanajst arhimedskih krožnic, ki se imenujejo Schochove krožnice. Našel je tudi Schochovo premico.
- Zgled Woojeve krožnice (zeleno)
- Schochova premica (modro)

### Peter Y. Woo
Peter Y. Woo je skonstruiral neskončno veliko družino arhimedskih krožnic, ki so znane pod imenom Woojeve krožnice.

### Frank Power
Poleti leta 1998 je Frank Power vpeljal štiri nove arhimedske krožnice, ki so sedaj znane kot Arhimedov kvadruplet.